# Funzione tau sui positivi

I primi 250 valori della funzione τ

In matematica, la funzione tau sui positivi (o funzione dei divisori) è una funzione, solitamente indicata con {\displaystyle \tau } o {\displaystyle \operatorname {d} }, che associa a ogni numero intero positivo {\displaystyle n} il numero {\displaystyle \tau (n)} dei suoi divisori, inclusi uno e il numero stesso.
La funzione vale {\displaystyle 1} per {\displaystyle n=1}, vale {\displaystyle 2} per tutti i numeri primi e ha valore maggiore di {\displaystyle 2} per tutti gli altri interi positivi. Inoltre la funzione {\displaystyle \tau } è una funzione moltiplicativa.
Se {\displaystyle n=p_{1}^{q_{1}}p_{2}^{q_{2}}\cdots p_{k}^{q_{k}}} (dove questa è la fattorizzazione di {\displaystyle n} in numeri primi), allora vale la formula
{\displaystyle \tau (n)=(q_{1}+1)(q_{2}+1)\cdots (q_{k}+1).}
Da questa scrittura appare evidente che la funzione è dispari se e solo se {\displaystyle \displaystyle n} è un quadrato perfetto.
Segue una tabella dei valori di {\displaystyle \tau } per i primi 20 numeri interi positivi:
| {\displaystyle n}        | 1  | 2  | 3  | 4  | 5  | 6  | 7  | 8  | 9  | 10 |
| {\displaystyle \tau (n)} | 1  | 2  | 2  | 3  | 2  | 4  | 2  | 4  | 3  | 4  |
| {\displaystyle n}        | 11 | 12 | 13 | 14 | 15 | 16 | 17 | 18 | 19 | 20 |
| {\displaystyle \tau (n)} | 2  | 6  | 2  | 4  | 4  | 5  | 2  | 6  | 2  | 6  |

## Proprietà
La funzione divisore appare nei coefficienti della serie di Dirichlet del quadrato della funzione zeta di Riemann:
{\displaystyle \sum _{n=1}^{+\infty }{\frac {\tau \left(n\right)}{n^{s}}}=\zeta \left(s\right)^{2}}
Inoltre, costituisce un caso particolare della funzione sigma, in quanto si ha {\displaystyle \tau \left(n\right)=\sigma _{0}\left(n\right)}. In particolare, soddisfa la seguente identità di Lambert:
{\displaystyle \sum _{n=1}^{+\infty }{\frac {x^{n}}{1-x^{n}}}=\sum _{n=1}^{+\infty }\tau \left(n\right)x^{n}}